# Duomo di Barletta
La basilica di Santa Maria Maggiore è il duomo di Barletta, già cattedrale dell'arcidiocesi di Barletta ed oggi concattedrale dell'arcidiocesi di Trani-Barletta-Bisceglie.  Situata nel centro storico della città, a conclusione di via Duomo, è il più antico fulcro della vita religiosa della città, nonché il suo cardine urbanistico: il disegno del tessuto urbanistico mostra la forza centripeta della sua chiesa madre. È monumento nazionale italiano.
Venne costruita su una precedente chiesa paleocristiana nel XII secolo e poi ampliata nel Trecento.
L'edificio è composto da due parti nettamente distinte: quella anteriore tipicamente romanica, antecedente la seconda, quella posteriore di spiccati caratteri gotici. Il complesso è il risultato di una serie di stratificazioni architettoniche succedutesi nei secoli, fin dall'epoca precristiana che hanno visto l'inizio della costruzione dell'edificio attuale nel 1126 protraendosi fino al XIV secolo.
Dapprima insigne collegiata di Barletta, nei secoli rivendicante esenzioni e autonomia da altre giurisdizioni, fu elevata a cattedrale dell'arcidiocesi di Barletta - Nazareth dal papa Pio IX con bolla pontificia Imperscrutabili Dei del 21 aprile 1860. Insignita del titolo di basilica minore con breve apostolico di papa Giovanni XXIII del 17 marzo 1961. Dal 1986 è concattedrale dell'arcidiocesi di Trani-Barletta-Bisceglie.
Il culto è officiato dai canonici del capitolo di Santa Maria Maggiore.

## Storia
L'attuale basilica di Santa Maria Maggiore è il risultato di un'evoluzione e sovrapposizione di diversi luoghi di culto, appartenenti a epoche differenti e schematizzabili cronologicamente secondo il seguente schema:
- IV-III secolo a.C.: tombe a grotticella di epoca pre-cristiana;
- VI secolo: basilica paleocristiana;
- IX-X secolo: basilica altomedievale;
- XII-XIII secolo: basilica romanica (attuale; parte anteriore);
- XIV secolo: absidi gotiche (attuale; parte posteriore).

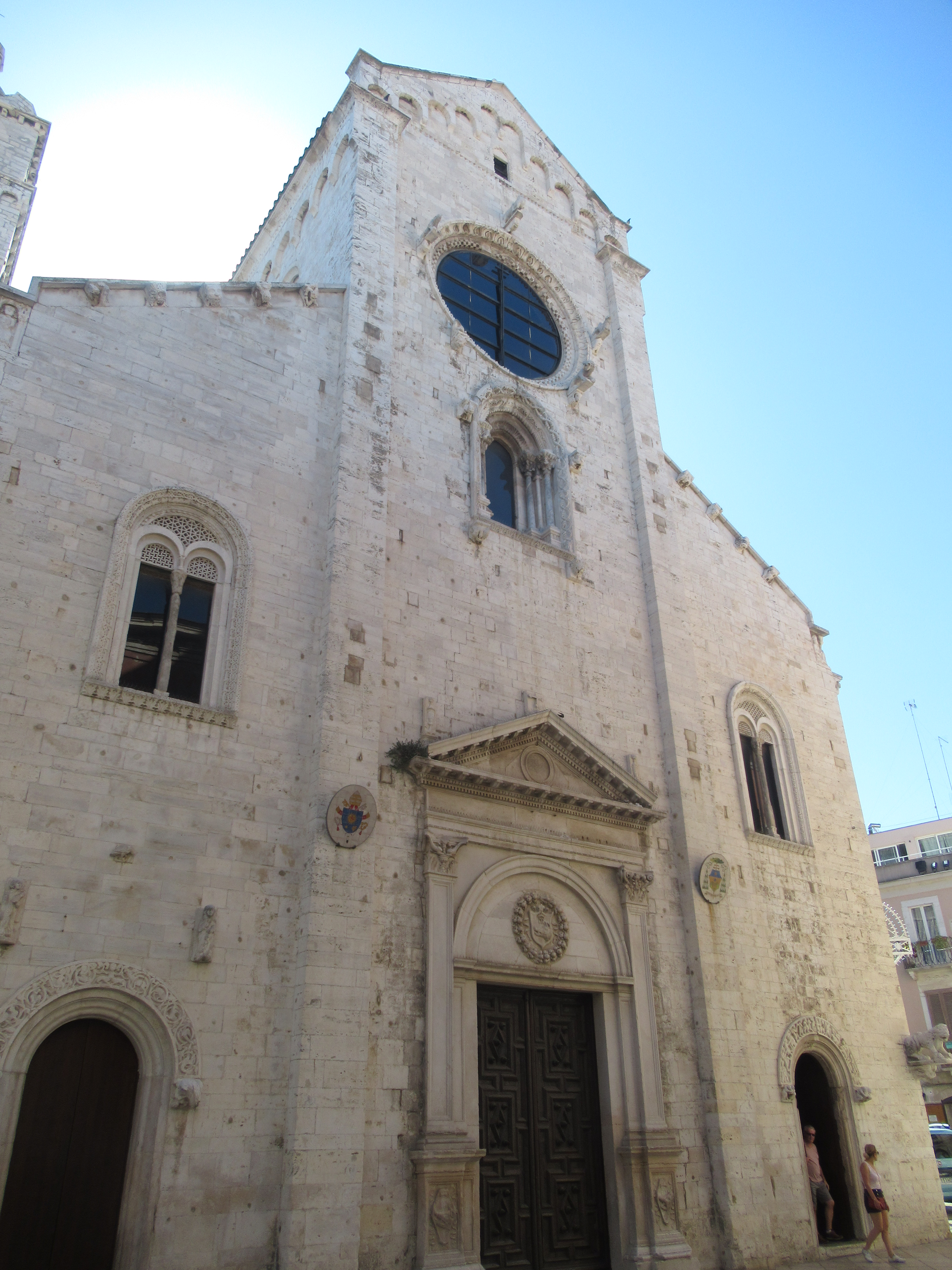
La facciata del duomo

### Preesistenze archeologiche: tombe del IV secolo a.C.
L'area su cui è attualmente edificata la basilica dedicata a santa Maria Maggiore, insiste su preesistenze archeologiche risalenti all'epoca pre-cristiana, specificamente al periodo compreso tra la fine del IV secolo a.C. e l'inizio del III secolo a.C. La struttura ipogea, rinvenuta durante i lavori di restauro tenutisi tra il 1955 e il 1981 e in una seconda fase tra il 1981 e il 1996, custodisce, all'interno delle cosiddette "tombe a grotticella", scheletri umani e veri e propri corredi funebri ed è situata a cinque metri sotto il livello del mare. È caratterizzata da uno spazio di distribuzione attraverso il quale giungere alle quattro tombe a grotticella, scavate nella roccia. In passato si era ipotizzato di un antico tempio pagano dedicato al dio Nettuno. Questi ritrovamenti indicherebbero la presenza di un insediamento risalente al IV secolo a.C. che, secondo un'ipotesi romantica storicamente non accertabile, coinciderebbe con l'arrivo in città dei Bardei, risalente proprio al IV secolo a.C.

### Dal VI secolo all'VIII secolo: la basilica paleocristiana
Al VI secolo risale la struttura di un'antica basilica paleocristiana (visitabile), individuata attraverso gli scavi archeologici al di sotto dell'attuale basilica. Si tratta di un edificio ampio (la più grande basilica paleocristiana del nord barese) con impianto a tre navate e con orientamento est-ovest, terminante in un'unica abside centrale rivolta ad est, situata cinque metri sotto l'attuale piano di calpestio del duomo. Gli scavi farebbero risalire questa basilica al vescovo san Sabino di Canosa. Il legame con san Sabino è testimoniato dal suo monogramma presente su alcuni mattoni che ricoprono le strutture murarie della basilica paleocristiana, che risalirebbe al periodo compreso tra il 536 e il 586. Infatti San Sabino stesso era il proprietario di una fabbrica di laterizi, con sede a Canosa.
La basilica paleocristiana era totalmente ricoperta da pavimentazione musiva con disegni geometrici. Di questa decorazione sopravvivono ampi stralci ancora visibili al loro posto originario.
Questa chiesa venne utilizzata anche durante tutto il VII secolo. A testimonianza del culto celebrato, durante i lavori archeologici, fu rinvenuta una croce astile. Dopo questo periodo seguirà una fase di abbandono che si protrarrà per tutto l'VIII secolo.

### Dal IX secolo all'XI secolo: la basilica alto-medioevale
Dopo la distruzione di Canosa nell'862 per mano dei Saraceni, molti chierici canosini si rifugiarono a Barletta e si stabilirono sulle rovine dell'antica chiesa paleocristiana di Sancta Maria, modificandone la denominazione in Sancta Maria de Auxilio, in onore alla Vergine per ringraziarla della morte scampata durante l'invasione araba.
Si tratta di una basilica a tre navate, sostenuta da dieci pilastri ma dalle dimensioni più modeste della primitiva chiesa paleocristiana.
All'epoca della costruzione dipendeva dalla diocesi di Canosa, la cui sede fu trasferita a Bari proprio dopo la devastazione dell'862. Più tardi la chiesa fu sottoposta alla giurisdizione del vescovo di Trani. Testimonianze storiche della basilica altomedievale emergono dalle numerose bolle papali emanate tra il IX secolo e l'XI secolo, la cui autenticità è riconosciuta con una probabile sicurezza. Si tratta precisamente delle bolle risalenti al 1120 di papa Callisto II, al 1130 dell'antipapa Anacleto II e al 1150 di papa Eugenio III, in cui la città viene riconosciuta appartenente alla diocesi di Trani.

### Il XII secolo e il XIII secolo: la basilica romanica

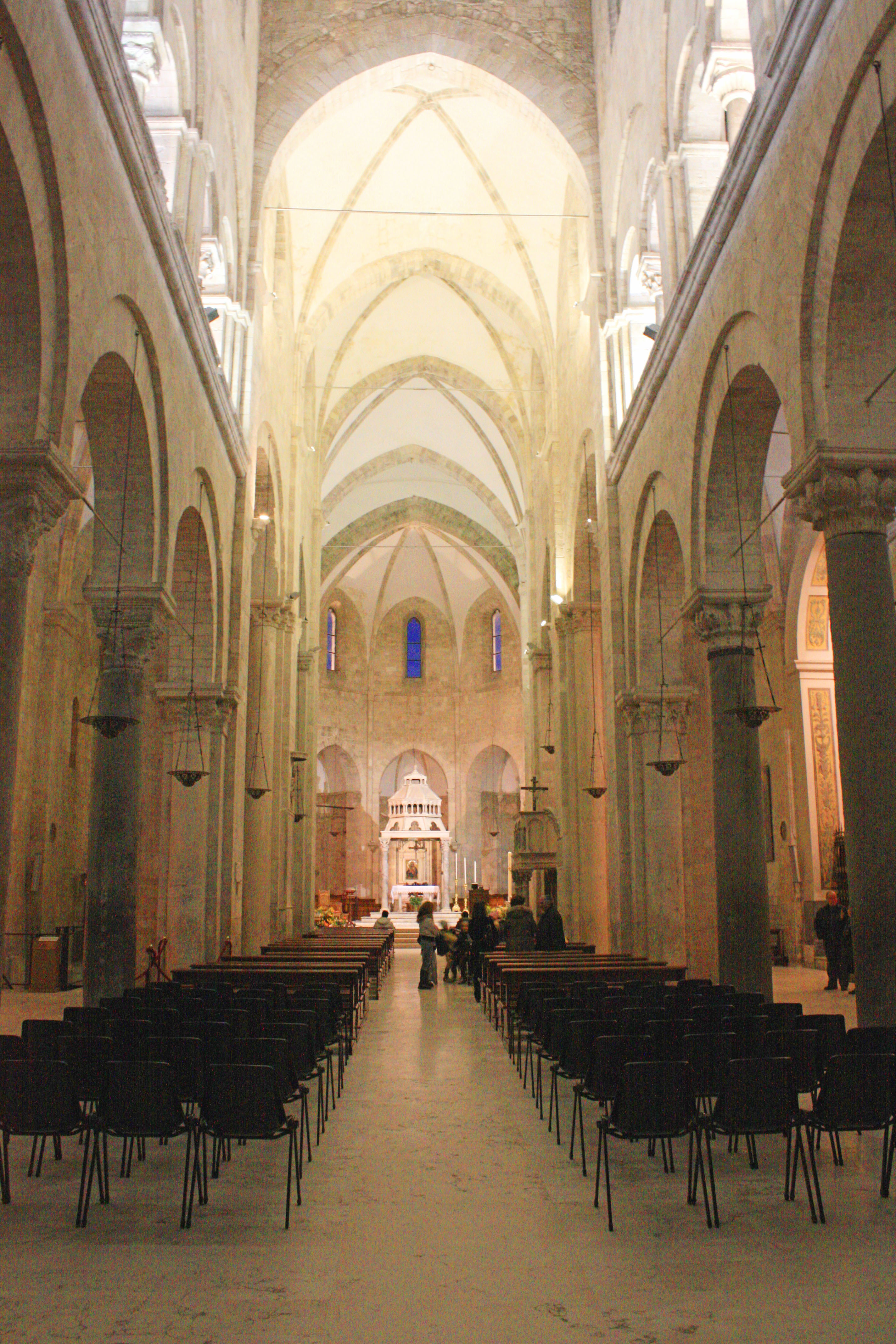
Interno del duomo

Con l'avvento dei normanni fu costruita la terza chiesa; i lavori si protrassero per sei anni dal 1147 al 1153. Per la realizzazione della chiesa, fu incaricato il maestro Simiacca come testimonierebbe un documento dell'archivio della chiesa. Secondo una non accertabile tradizione locale, il committente del portale sinistro della facciata, Riccardo, corrisponderebbe a Riccardo Cuor di Leone di ritorno dalle crociate; secondo altra interpretazione si tratterebbe del coevo omonimo conte di Andria.
La chiesa era divisa in tre navate dalla presenza di due file di sei colonne granitiche, più due pilastri per fila, per un totale di dieci sostegni verticali che sorreggevano l'antica copertura (prime 4 campate attuali). A questo primo corpo erano aggiunte due campate (attuali 5ª e 6ª campata), delimitate da imponenti pilastri quadrilobati (sul modello della basilica del Santo Sepolcro di Barletta), che formavano un transetto non sporgente dove era sito il coro; il tutto era concluso da tre absidi semicircolari come quelle di diverse chiese romanico-pugliesi (il cui basamento ancor visibile nella zona degli scavi, è ridisegnato sulla pavimentazione dell'attuale chiesa). La prima campagna di lavori della chiesa romanica dovette essere conclusa nel XII secolo. A testimonianza di ciò, nell'anno 1153 un certo Muscatus si firma sul capitello di un dei due pilastri della quarta campata, dichiarando d'aver donato ben 200 ducati per il pagamento di due colonne, a ricordo della vittoria crociata di Ascalona avvenuta nell'agosto di quell'anno. 
Nel XIII secolo, all'epoca della dominazione sveva, la prima campagna di lavori della chiesa romanica fu completata da una seconda campagna: infatti la facciata principale della chiesa fu sopraelevata vertiginosamente e in corrispondenza della facciata della navata centrale, vennero aperte una monofora e, più in alto, il rosone e furono aggiunti i falsi matronei che in realtà mettono in comunicazione la navata centrale con le laterali. 
Anche Federico II mostrò il suo benvolere nei confronti della città di Barletta concedendole, nel 1234, il privilegio della Fiera dell'Assunta, da tenersi per otto giorni durante la metà di agosto in onore della Vergine a cui era intitolata la chiesa matrice.
La chiesa fu consacrata nell'anno 1267 dal vescovo Randolfo, quando come affermano le fonti furono conclusi i lavori.
Alla fine del XII secolo fu eretta la torre campanaria, alta 43 m, e negli stessi anni si provvide anche all'arredo interno della chiesa: artisti di provenienza orientale scolpirono i raffinati capitelli del ciborio, a testimonianza degli stretti legami intercorsi tra Barletta e le terre d'oltremare all'epoca delle crociate.
La basilica romanica viene spesso citata nei documenti con il nome di Santa Maria de Episcopio, questo è dovuto probabilmente alla presenza del vescovo di Canne rifugiatosi a Barletta nei pressi di questa chiesa. Da questo momento, il capitolo dei canonici di Santa Maria, influenzato anche dal fulgido potere politico esercitato da Barletta, entrò in continua contrapposizione per motivi giurisdizionali, con la cattedrale di Trani.

### Dal XIV secolo alla conclusione dei lavori: l'abside goticheggiante
La città, dotata di un fiorente porto commerciale, si era ulteriormente estesa, nuovi borghi si estendevano al di là dell'antica cinta normanna e mentre i re Angioini dotavano la città di nuove e più estese mura, inglobando i borghi sorti extra moenia, il conte palatino Giovanni Pipino da Barletta, intimo amico di Carlo I d'Angiò consigliere di suo figlio Carlo II, raccolse le richieste della sua città divenendo il promotore dell'ultimo, grande ampliamento del duomo. L'opera intrapresa da Pipino vide essenzialmente l'estensione della chiesa verso est, con la costruzione di una nuova abside. 

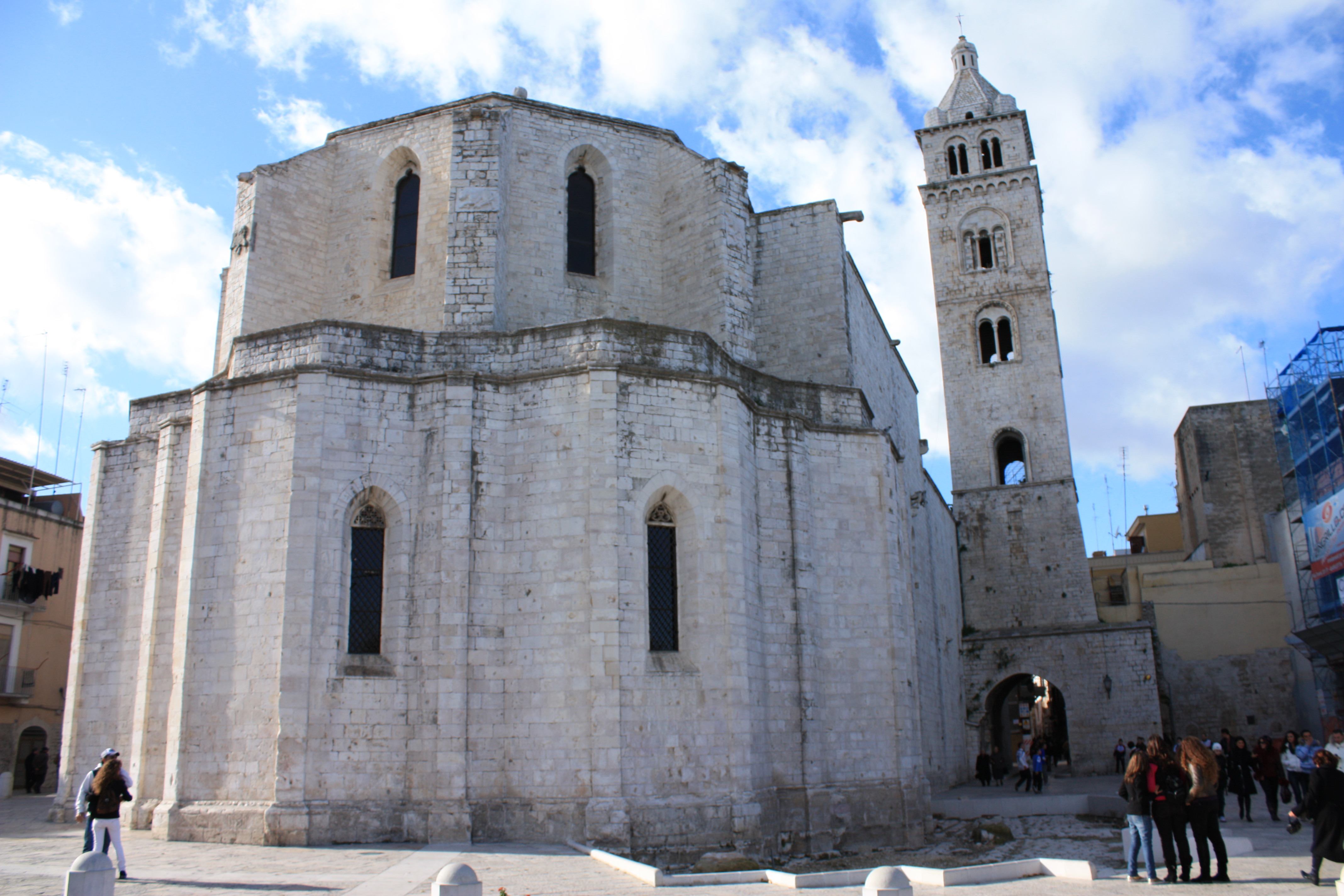
Le absidi e il campanile di Santa Maria Maggiore

Grazie alle conoscenze maturate alla corte Napoletana, Pipino non solo fece in modo che il più importante architetto di corte e sovraintendente dei cantieri regi Pierre d'Angicourt progettasse l'ampliamento nello stile gotico a lui affine; ma nel 1307 ottenne persino da papa Clemente V, una bolla per ampliari et dilatari opere sumptuose, con un'indulgenza di cento giorni per tutti coloro che avessero visitato Santa Maria Maggiore in Barletta. Nel 1313 infatti, la richiesta di una nobildonna barlettana di essere sepolta nella "camerella" dove vi è l'immagine della Vergine, forse una delle cappelle radiali, dimostra come il progresso della costruzione fosse giunto a realizzare il deambulatorio e le cinque cappelle radiali ma non il livello delle finestre del cleristorio e la copertura con la volta ad ombrello.
Intanto il 4 febbraio 1459, in Santa Maria Maggiore, fu solennemente incoronato Ferdinando d'Aragona detto Ferrante.
Solo durante il XVI secolo, l'ormai concluso ampliamento, che aveva quasi raddoppiato l'estensione della stessa, fu portato a termine: l'abside goticheggiante fu raccordata con il corpo della chiesa anteriore tramite la realizzazione di due campate (7ª e 8ª) che allargano il loro colonnato in forma trapezoidale, unendo fra loro in modo arguto e riuscito i due corpi di fabbrica di fattura notevolmente diversa. In questo momento le tre absidi romaniche vennero abbattute e i due corpi di fabbrica erano unificati definitivamente.

## Descrizione

### L'interno

#### La navata centrale
La prima parte della chiesa corrispondente alle prime quattro campate è di stile romanico, si notano le colonne con archi a tutto sesto a doppia ghiera, sovrastate da bifore imitanti un matroneo in realtà inesistente e infine a loro volta sovrastate da monofore aperte in corrispondenza di ciascuna campata.
Dalla quinta campata vi sono dei pilastri in corrispondenza di quello che doveva essere il transetto della chiesa romanica. Dalla sesta campata le arcate diventano a sesto acuto, espressione della loro costruzione realizzata durante l'ampliamento di epoca goticheggiante. 
Sotto la sesta campata di destra si erge l'ambone (mutato in pulpito fino agli anni '50), opera del XIII secolo, si erge su sei colonne di fattura similare a quelle del ciborio, e presenta nel tamburo una decorazione ad archi cechi che corrono lungo i quattro lati della struttura. La parte posteriore fu integrata a metà XX secolo di una scala in pietra chiusa da cancello.
Interessante il fenomeno che si verifica nella settima e ottava campata, laddove il colonnato della navata centrale si allarga creando uno spazio dalla forma trapezioidale per permettere la realizzazione di un presbiterio più ampio e spazioso rispetto alla più stretta navata centrale.

#### Il presbiterio
Il presbiterio sopraelevato di quattro gradini rispetto alle navate del duomo è circoscritto dallo spazio dell'ombrella absidale goticheggiante, ovvero uno spazio di cinque lati corredati da cinque archi ogivali che mettono in comunicazione il presbiterio con le capelle radiali del deambulatorio. 

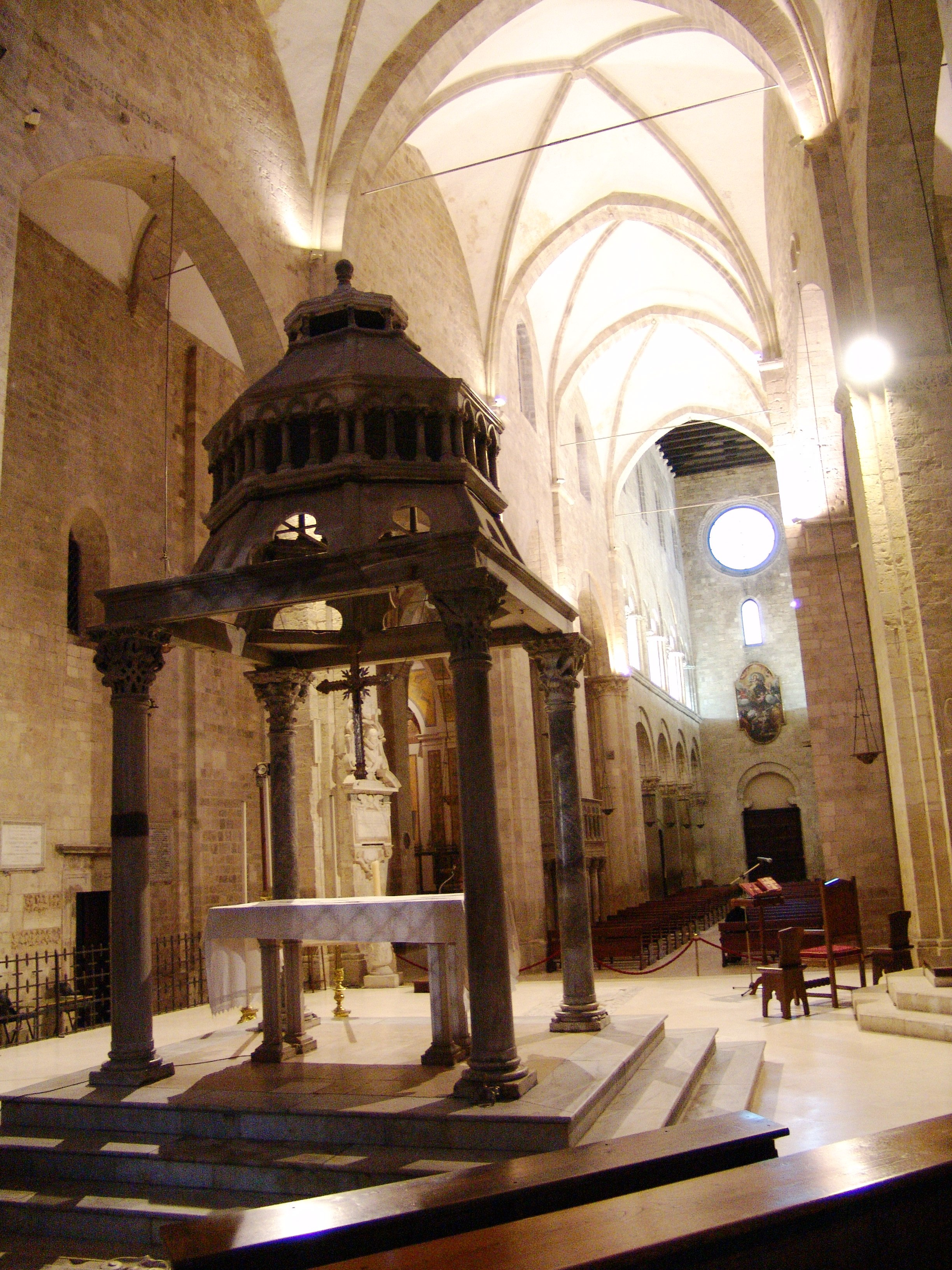
Ciborio e navata centrale del duomo visti dal deambulatorio

Al centro del presbiterio sorge il Ciborio sovrastante l'altare maggiore, opera del XII secolo, snello e spedito si erge su quattro colonnine con capitelli finemente lavorati da maestranze orientali. Si compone di una base quadrata su cui si erge il tamburo a base ottagonale che si sviluppa su quattro piani saggiamente sovrapposti.
Davanti all'altare sul lato sinistro è eretta la cattedra arcivescovile, costruita in pietra nel 1961 per sostituire il vecchio Trono ligneo ricoperto di stoffe; fu dono del capitolo cattedrale a mons. Reginaldo Addazi, arcivescovo di Barletta in quell'anno. E composto da due leoni stilofori di cui uno del XII secolo ed un altro rifatto sullo stesso stile. Su questi si poggia il seggio che ben si armonizza con la decorazione del presbiterio. Il seggio riporta sullo schienale il bassorilievo dell'agnello dell'apocalisse. Mentre sui due lati sono scolpiti lo stemma del capitolo cattedrale e lo stemma dell'arcivescovo Addazi.
Intorno allo spazio retrostante, in corrispondenza delle balaustre che dividono il presbiterio dalle cappelle radiali del deambulatorio, è collocato il coro capitolare, discreta opera lignea del 1953 composta da venti stalli, con schienali leggermente cuspidati, e realizzata per l'officiatura corale dei sacerdoti canonici del capitolo cattedrale.

#### La navata sinistra
Da sotto il presbiterio, entrando nella navata sinistra e proseguendo verso la controfacciata, si trova nella settima campata la tela della Vergine Assunta e la scalinata per accedere alla parte posteriore dei sotterranei.
Nella sesta campata è posizionato un pregevole organetto a canne.
Nella quinta campata è collocata la tela di San Michele Arcangelo fra i Santi Gabriele e Raffaele.
Nella quarta campata si apre la scalinata che conduce agli scavi archeologici (basiliche paleocristiana e altomedievale, resti delle absidi romaniche, tombe a grotticella di epoca romana).
Nella terza campata  è posizionata la statua settecentesca di scuola napoletana della Vergine Immacolata, oggetto di venerazione in occasione della novena e della festa dell'Immacolata. 
Nella seconda campata, sorge l'altare marmoreo del SS. Salvatore con l'omonima tavola lignea, di fattura quattrocentesca francese.
Nella prima campata è eretto il fonte battesimale, opera in pietra del XIII secolo di forma ottagonale sormontato da un elegante coperchio ligneo a cuspide. Sul muro è la tela di San Giovanni Battista che battezza il Cristo.
Sulla controfacciata è appesa la tela dell'Assunzione della Beata Vergine Maria, un tempo posta al centro del controsoffitto al di sotto delle capriate.

#### La navata destra
Nella prima campata a destra vi si ritrova una grande lapide ottocentesca di elegante fattura sormontata da un mezzo busto del papa Pio IX. La lapide ricorda l'elevazione della chiesa a cattedrale arcivescovile per mano del medesimo Pontefice nel 1860.
Nella seconda campata di destra è affissa una tela dell'Addolorata, opera del Giaquinto.
Nella terza campata è inserito un pregiato altare barocco con la tela della "Presentazione di Maria al tempio".
Nella quarta campata si trova una graziosa cappella in stile rococò dedicata al "Transito di San Giuseppe". L'altare marmoreo opera di Cimafonte e la pala che rappresenta il transito di San Giuseppe con Maria e Gesù al capezzale.
Nella quinta campata, si apre il Cappellone del Santissimo Sacramento decorato a falso mosaico dal pittore barlettano R. Girondi. L'altare barocco in marmo conserva la presenza dell'Eucaristia. La pala rappresenta il "SS. Redentore fra i Ss. Pietro e Lorenzo".
Nella sesta campata vi è la tela dell'"Assunzione di Maria Santissima".
Nella settima campata la tela di "Gesù che porta la croce".
Nell'ultima campata si aprono la porticina della sacrestia con accanto preziosi basorilievi romanici di Gesù che entra in Gerusalemme e dell'Ultima Cena e quindi il portale laterale sud detto Porta della Pergola.

#### il deambulatorio
Superato il portale laterale si sale nel deambulatorio che gira intorno al presbiterio con le cinque cappelle radiali pseudogotiche. In quella centrale sorge la stele con la tavola bifacciale della Madonna della Sfida nel lato anteriore e del Redentore nel retro.
Proseguendo il percorso nel deambulatorio e scendendo gli scalini dalla parte sinistra ci si trova alle spalle della cattedra arcivescovile in corrispondenza con il portale laterale nord realizzato dalla famiglia Elefante e ai nostri giorni detto Porta della Misericordia, per essere stato riaperto in occasione del Giubileo straordinario della Misericordia del 2016.

### L'esterno
La decorazione scultorea è molto variegata: capitelli popolati da figure di animali, mostri e figure indistinte aggettanti all'interno e all'esterno dell'edificio. Il prospetto aveva tre portali, di cui sopravvivono oggi i due laterali; quello centrale andò forse distrutto in qualche terremoto e sostituito con uno rinascimentale che presenta sui due plinti e sul timpano lo stemma del capitolo; di esso rimangono alcuni bassorilievi, inglobati all'interno dell'edificio, con scene dell'ultima cena e dell'ingresso di Cristo a Gerusalemme.

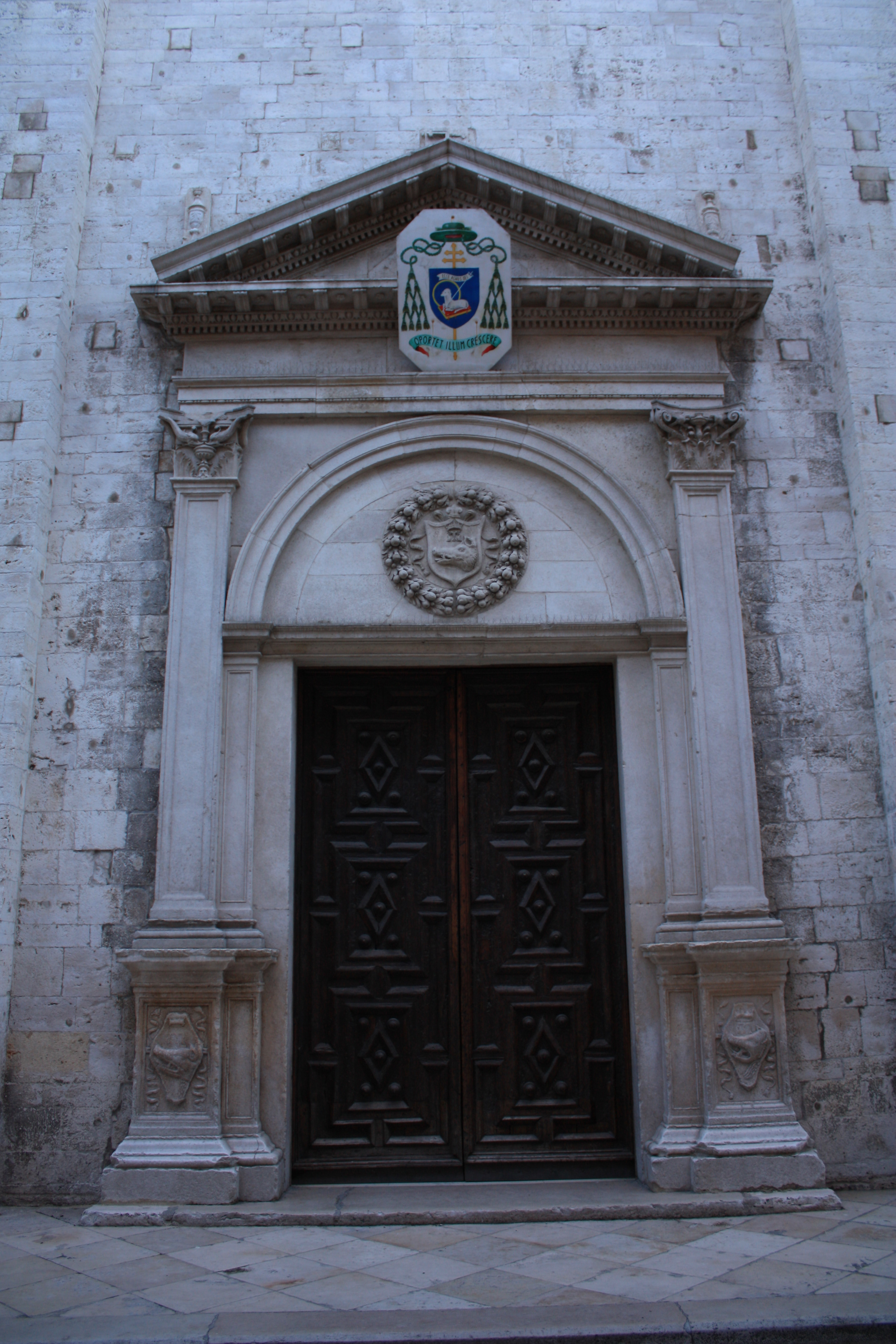
Il portale d'ingresso principale

### L'ubicazione
La basilica di Santa Maria Maggiore si erge in un punto nevralgico della città, al confine tra l'antico borgo di Santa Maria e il castello con gli attigui giardini. È disposta secondo un orientamento est-ovest, con il deambulatorio gotico rivolto verso est, dunque verso il castello e l'accesso principale verso palazzo Santacroce. Una delle principali caratteristiche logistiche della chiesa consiste nella sua disposizione a ridosso del centro storico, con il sagrato che si affaccia su palazzo Santacroce, perfettamente integrato tra i suoi vicoli, e con via Duomo a fungere da corridoio d'arrivo alla chiesa. Proprio da via Duomo è possibile apprezzare un caratteristico scorcio del campanile, che si erge sul fianco settentrionale della chiesa. Il campanile permette l'arrivo al castello mediante un'apertura arcuata nel suo basamento che sfocia in un ampio spazio, nel quale è possibile notare uno squarcio nella pavimentazione a ridosso del duomo: si tratta dell'antico basolato sottostante rinvenuto nei recenti lavori di scavo tenutisi nel 2007.

## Il capitolo cattedrale di Barletta
Da circa un millennio il culto della chiesa di santa Maria come la gestione della vita religiosa dell'intera città di Barletta è affidata al capitolo dei canonici di Santa Maria.
Il capitolo cattedrale "Santa Maria Maggiore" ha origine sin dall’epoca della chiesa omonima (certamente prima del secolo X), che è stata sempre la chiesa principale di Barletta. La storia della Chiesa barlettana, e quindi dello stesso Capitolo, è strettamente legata alle vicende storiche della Terra Santa (movimento religioso, sociale, politico ecc. legato alle Crociate), e in particolare alla città di Nazareth. Infatti, già nel 1169 esiste una vicaria del Presule Nazareno "in terra Baruli". 
In due documenti, rispettivamente del 1276 e del 1277, si desume la presenza, nella Chiesa Madre di S. Maria Maggiore, dei resti mortali di S. Ruggero Vescovo della vicina Canne; (Loffredo, "Storia di Barletta", vol. II, p. 314, doc. 24). 
Dopo gli avvenimenti nefasti avvenuti nella Palestina, nel 1327 gli arcivescovi nazareni trasferirono la loro sede metropolitana dalla Nazareth della Galilea in Barletta. Nel 1456 la sede vescovile cannense fu unita all’arcidiocesi nazareno. Nel 1536 fu annessa alla metropolia nazarena la sede vescovile di Monteverde. L’arcivescovo di Nazareth, oltre alla curia, aveva una propria cattedrale, un proprio capitolo, un proprio presbiterio e diverse chiese con opere alla sua dipendenza (ib.). 
Leone XII il 22 settembre 1828, con propria bolla piana, definì l'unificazione dei capitoli di Santa Maria di Nazareth e di Santa Maria Maggiore; per dare maggior risalto al clero della città di Barletta, risale a questo periodo anche la denominazione di capitolo metropolitano, prima ancora dell'elevazione di Barletta ad arcidiocesi. 
Con bolla del beato Pio IX del 21 aprile 1860 (munita del regio exequatur del 18 agosto dello stesso anno) con cui in memoria dell'arcidiocesi di Nazareth viene eretta l'arcidiocesi cittadina di Barletta, il capitolo di Santa Maria Maggiore fu elevato a tutti gli effetti a capitolo cattedrale arcivescovile. Proprio in virtù dell’ormai plurisecolare presenza dell’arcivescovo nazareno in Barletta, ai canonici del capitolo viene concesso come abito corale l'abito prelatizio (veste, fascia e mantelletta paonazze con rocchetto e anello) e l'uso della croce pettorale aurea riportante nel lobo centrale l'effigie della santa Casa di Nazareth. 
Ai nostri giorni il capitolo anima il culto della chiesa e di tutte le manifestazioni di fede di importante rilevanza cittadina, si occupa della promozione della devozione ai santi patroni e inoltre gestisce la cura della fabbrica del duomo.
Attualmente la composizione del capitolo di Santa Maria è formata da 18 canonici effettivi ai quali per lustro possono aggiungersi altri canonici detti onorari. I primi quattro che rivestono le cariche maggiori sono detti dignità e in ordine di decananza sono: l'arciprete, l'arcidiacono, il primicerio, e il tesoriere. A questi si aggiunge il rettore dell'antica cattedrale di Nazareth che prende il titolo di abate. Fra gli altri canonici vi sono diversi uffici: penitenziere, teologo, procuratore, cerimoniere, segretario, archivista-bibliotecario.

### Le Manifestazioni di fede
Il duomo di Barletta è avvertito dalla popolazione locale come il fulcro della vita di fede e delle tradizioni più care ai barlettani. Significative sono le ricorrenze annuali:
- Festa Patronale della Madonna dello Sterpeto e San Ruggero, Vescovo di Canne; (2ª domenica di luglio)
- Processione Eucaristico-Penitenziale dell'ora nona (Venerdì Santo)
- Sosta della Madonna dello Sterpeto in duomo (intero mese di maggio) e festa liturgica della protettrice (8 maggio)
- Festa e Processione della Madonna Assunta, titolare della basilica (15 agosto)
- Anniversario della Dedicazione della basilica concattedrale (24 novembre)
- Festa e processione dell'Immacolata (8 dicembre).

## Galleria d'immagini

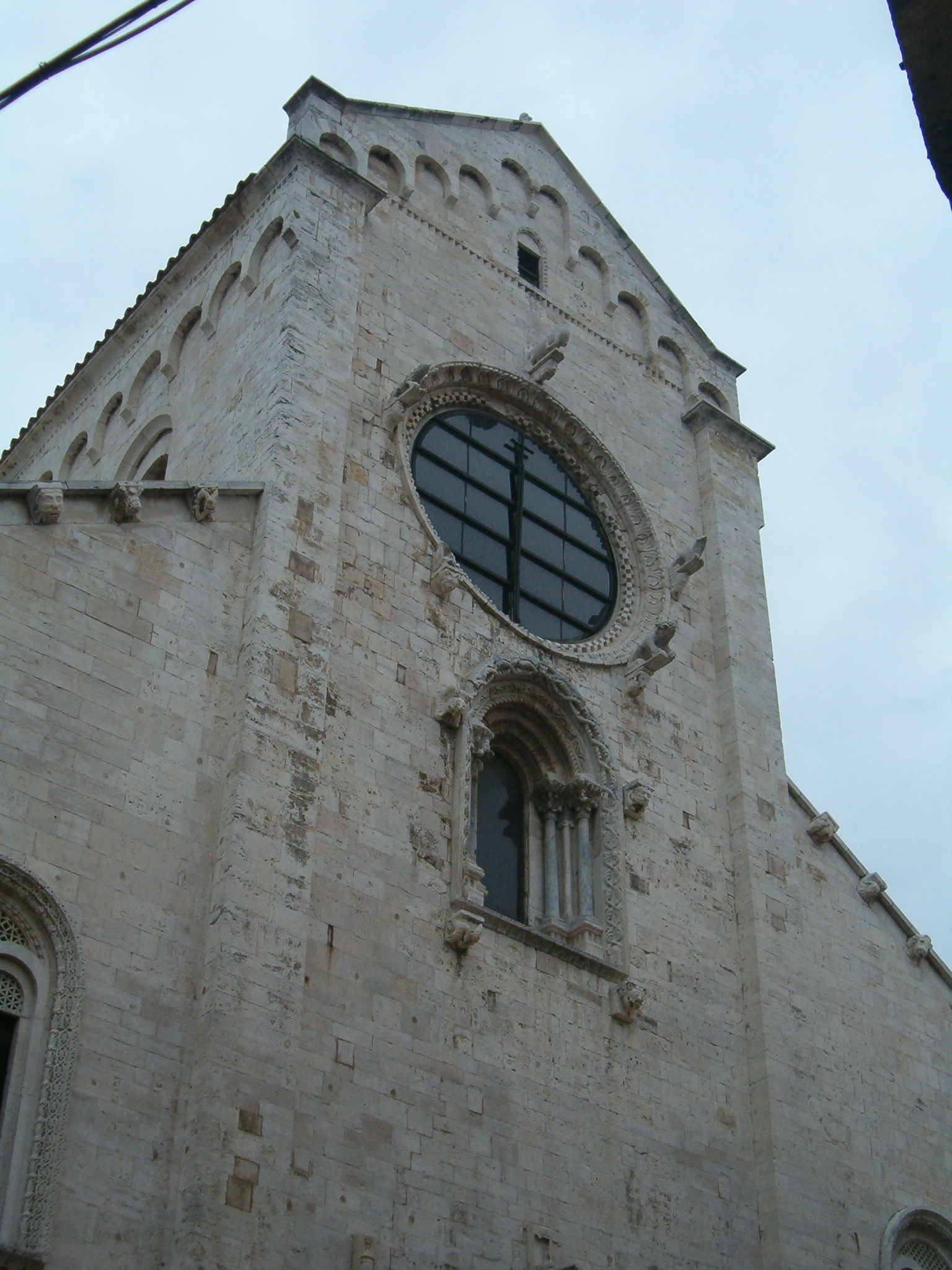
Dettaglio del fronte principale
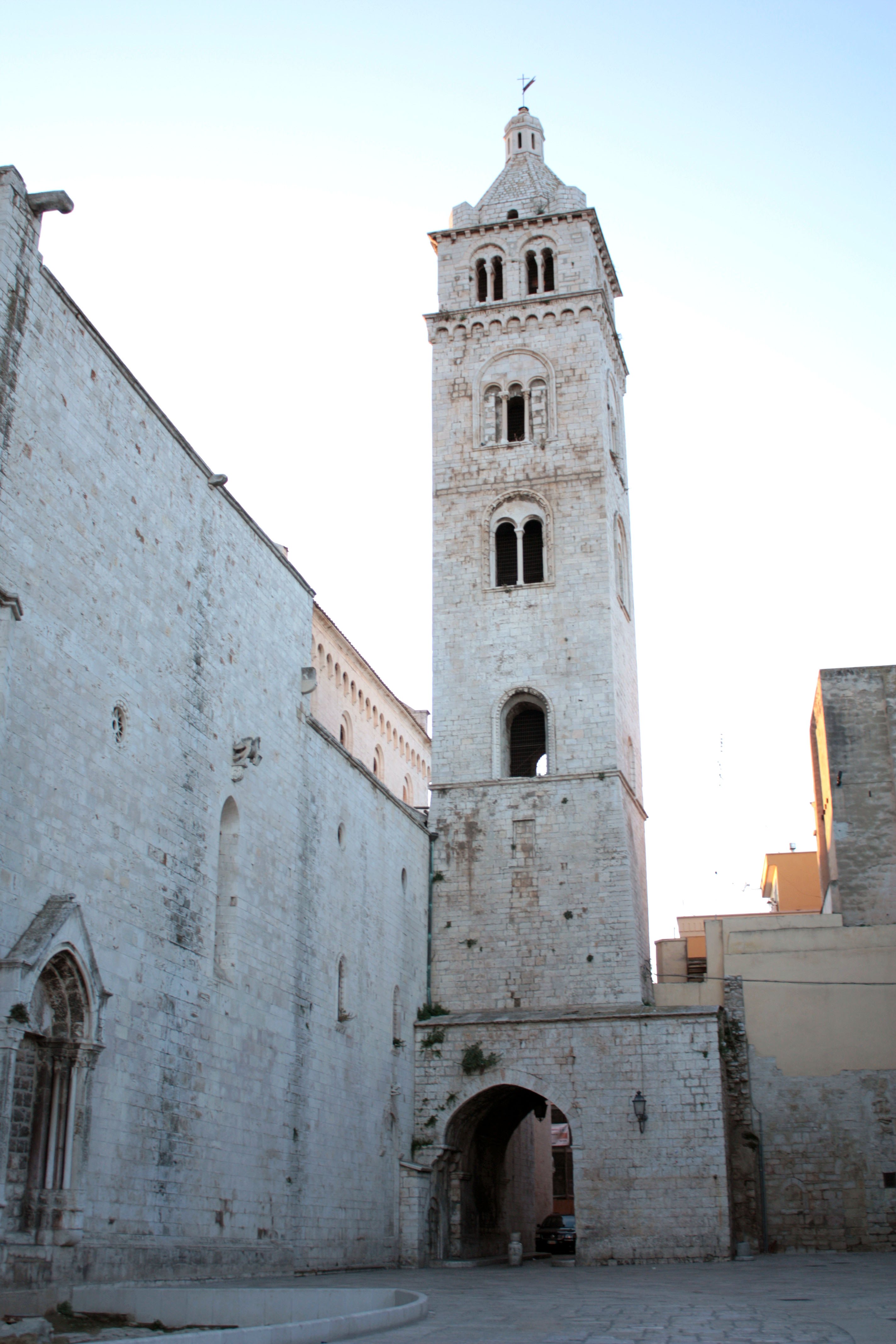
Il campanile visto da est
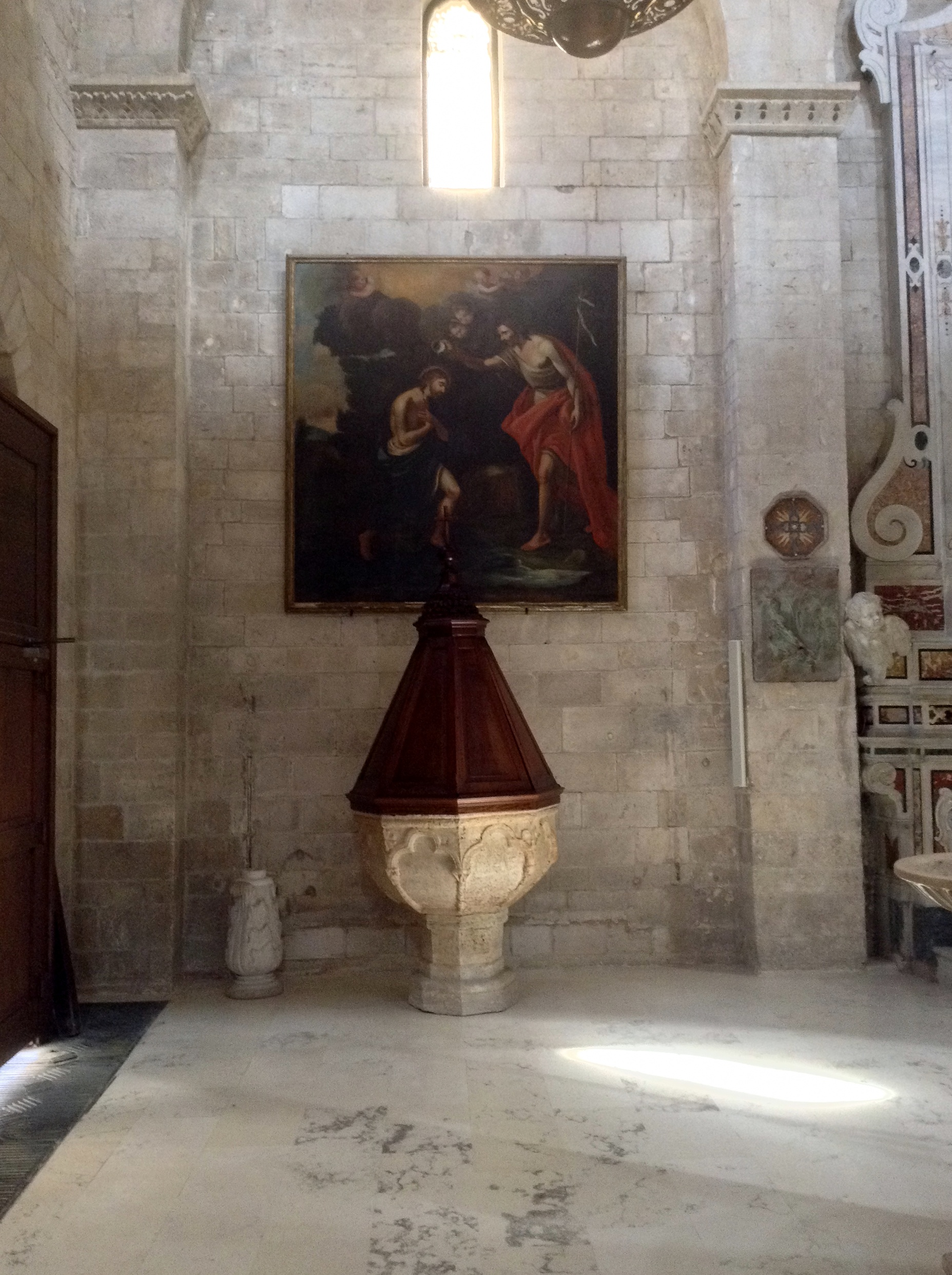
Fonte battesimale del XV secolo
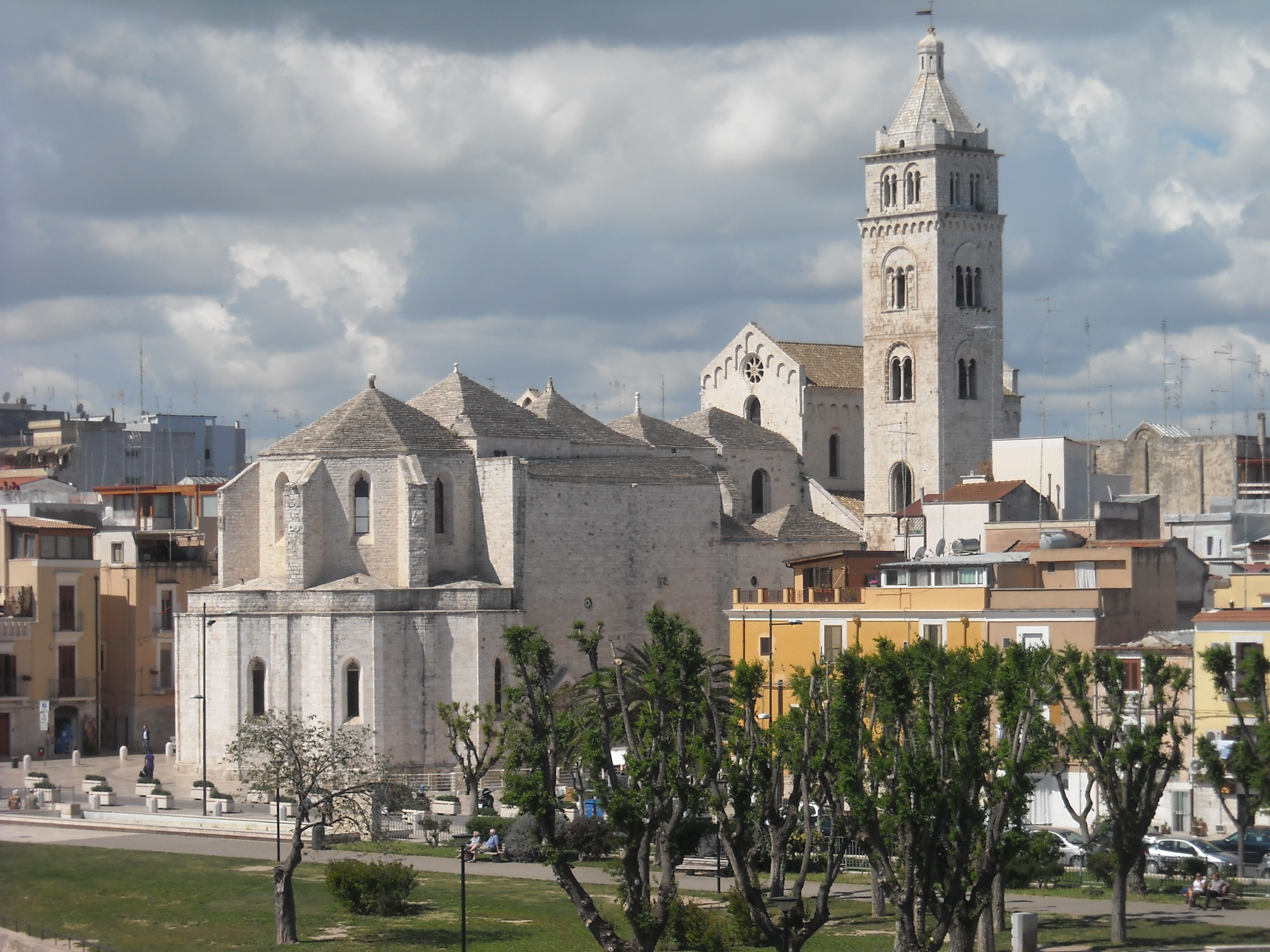
Il duomo di Barletta vista dal castello svevo